# Pure Shores
"Pure Shores" là một bài hát của nhóm nhạc nữ Anh quốc-Canada All Saints nằm trong album nhạc phim của bộ phim năm 2000 The Beach. Bài hát sau đó còn xuất hiện trong album phòng thu thứ hai của họ, Saints & Sinners (2000). Nó được phát hành vào ngày 7 tháng 2 năm 2000 như là đĩa đơn đầu tiên trích từ hai album bởi London Records. "Pure Shores" được viết lời bởi thành viên của nhóm Shaznay Lewis với William Orbit, người cũng đồng thời chịu trách nhiệm sản xuất bài hát. Đây là một bản electronica kết hợp với những yếu tố của ambient với nội dung liên quan đến việc một người tìm một địa điểm lý tưởng để thư giãn và gọi đó là không gian riêng của mình.
Sau khi phát hành, "Pure Shores" nhận được những phản ứng tích cực từ các nhà phê bình âm nhạc, trong đó họ đánh giá cao ý tưởng về một bài hát thư giãn của nó, cũng như giành nhiều lời khen ngợi cho quá trình sản xuất và chất giọng của All Saints thể hiện trong bài hát. "Pure Shores" còn gặt hái nhiều giải thưởng và đề cử tại những lễ trao giải lớn, bao gồm chiến thắng một giải Ivor Novello và một đề cử tại giải Brit năm 2001 cho Đĩa đơn Anh quốc của năm. Nó cũng đạt được những thành công vượt trội về mặt thương mại, đứng đầu các bảng xếp hạng ở Ireland, Ý và Vương quốc Anh, nơi nó trở thành đĩa đơn quán quân thứ tư của họ tại đây và là đĩa đơn bán chạy thứ hai của năm 2000, và lọt vào top 10 ở hầu hết những quốc gia nó xuất hiện, bao gồm vươn đến top 5 ở nhiều thị trường lớn như Úc, Bỉ, Phần Lan, New Zealand, Na Uy và Thụy Sĩ.
Video ca nhạc cho "Pure Shores" được đạo diễn bởi Vaughan Arnell, trong đó bao gồm những cảnh All Saints vừa đi dạo và hát trên một bãi biển tại Wells-next-the-Sea ở Norfolk, bên cạnh một số hình ảnh từ The Beach. Nó đã nhận được một đề cử cho Video Anh quốc của năm tại giải Brit năm 2001. Để quảng bá bài hát, nhóm đã trình diễn nó trên nhiều chương trình truyền hình và lễ trao giải lớn, bao gồm Top of the Pops, Later... with Jools Holland và giải Âm nhạc châu Âu của MTV năm 2000, cũng như là bài hát kết màn cho chuyến lưu diễn riêng đầu tay của họ Red Flag Tour. Ngoài ra, bài hát cũng xuất hiện trong nhiều album tuyển tập của họ, như All Hits (2001) và Pure Shores: The Very Best of All Saints (2010). Năm 2013, "Pure Shores" còn được đưa vào trò chơi video Grand Theft Auto V như là một trong những bài hát được phát từ trạm phát thanh của trò chơi.

## Danh sách bài hát
| Đĩa CD tại châu Âu 1. "Pure Shores" – 4:27 2. "If You Don't Know What I Know" – 4:36 Đĩa CD maxi tại châu Âu 1. "Pure Shores" – 4:27 2. "If You Don't Know What I Know" – 4:36 3. "Pure Shores" (The Beach Life phối) – 4:31 4. "Pure Shores" (2 Da Beach U Don't Stop phối lại) – 5:01 | Đĩa CD #1 tại Anh quốc 1. "Pure Shores" – 4:27 2. "If You Don't Know What I Know" – 4:36 3. "Pure Shores" (The Beach Life phối) – 4:31 Đĩa CD #2 tại Anh quốc 1. "Pure Shores" – 4:27 2. "Pure Shores" (2 Da Beach U Don't Stop phối lại) – 5:01 3. "Pure Shores" (Cosmos phối lại) – 10:03 |

## Xếp hạng
| Bảng xếp hạng (2000)               | Vị trí cao nhất |
| ---------------------------------- | --------------- |
| Úc (ARIA)                          | 4               |
| Áo (Ö3 Austria Top 40)             | 11              |
| Bỉ (Ultratop 50 Flanders)          | 5               |
| Bỉ (Ultratop 50 Wallonia)          | 1               |
| Canada (RPM)                       | 35              |
| Châu Âu (European Hot 100 Singles) | 3               |
| Phần Lan (Suomen virallinen lista) | 5               |
| Pháp (SNEP)                        | 6               |
| Đức (Official German Charts)       | 14              |
| Ireland (IRMA)                     | 1               |
| Ý (FIMI)                           | 1               |
| Hà Lan (Dutch Top 40)              | 9               |
| Hà Lan (Single Top 100)            | 10              |
| New Zealand (Recorded Music NZ)    | 2               |
| Na Uy (VG-lista)                   | 5               |
| Romania (Romanian Top 100)         | 1               |
| Scotland (OCC)                     | 1               |
| Tây Ban Nha (PROMUSICAE)           | 12              |
| Thụy Điển (Sverigetopplistan)      | 10              |
| Thụy Sĩ (Schweizer Hitparade)      | 6               |
| Anh Quốc (OCC)                     | 1               |

| Bảng xếp hạng (2000)                 | Vị trí |
| ------------------------------------ | ------ |
| Australia (ARIA)                     | 43     |
| Belgium (Ultratop Flanders)          | 31     |
| Belgium (Ultratop Wallonia)          | 47     |
| Europe (European Hot 100 Singles)    | 22     |
| Finland (Suomen virallinen lista)    | 56     |
| France (SNEP)                        | 43     |
| Italy (FIMI)                         | 33     |
| Japan (Tokyo Hot 100)                | 52     |
| Netherlands (Dutch Top 40)           | 83     |
| New Zealand (Recorded Music NZ)      | 18     |
| Romania (Romanian Top 100)           | 23     |
| Sweden (Sverigetopplistan)           | 62     |
| Switzerland (Schweizer Hitparade)    | 34     |
| UK Singles (Official Charts Company) | 2      |

| Bảng xếp hạng (2000-09)              | Vị trí |
| ------------------------------------ | ------ |
| UK Singles (Official Charts Company) | 27     |

## Chứng nhận
| Quốc gia                                                                           | Chứng nhận | Số đơn vị/doanh số chứng nhận |
| ---------------------------------------------------------------------------------- | ---------- | ----------------------------- |
| Úc (ARIA)                                                                          | Bạch kim   | 70.000^                       |
| Bỉ (BEA)                                                                           | Vàng       | 25.000*                       |
| Pháp (SNEP)                                                                        | Vàng       | 250.000*                      |
| New Zealand (RMNZ)                                                                 | Vàng       | 5.000*                        |
| Thụy Điển (GLF)                                                                    | Vàng       | 15.000^                       |
| Anh Quốc (BPI)                                                                     | Bạch kim   | 815,000                       |
| * Chứng nhận dựa theo doanh số tiêu thụ. ^ Chứng nhận dựa theo doanh số nhập hàng. |            |                               |